# 華盛頓 (伊利諾伊州)
華盛頓（英語：Washington）是一個位於美國伊利諾伊州塔茲韋爾縣的城市。

## 地理
華盛頓的座標為40°42′00″N 89°25′00″W / 40.70000°N 89.41667°W，而該地的平均海拔高度為231米（即758英尺）。

## 人口
根據2010年美國人口普查的數據，華盛頓的面積為20.81平方千米，當中陸地面積為20.78平方千米，而水域面積為0.03平方千米。當地共有人口15134人，而人口密度為每平方千米727.25人。